# Diaea placata
Diaea placata là một loài nhện trong họ Thomisidae.
Loài này thuộc chi Diaea. Diaea placata được Octavius Pickard-Cambridge miêu tả năm 1899.